# Facialcázar
Facialcázar o Facialcazar fue una población medieval en la actual provincia de Sevilla, ubicada en el emplazamiento de la ciudad romana de Salpensa, el cerro de El Casar. Por extensión, la misma denominación recibiría el distrito musulmán en el que se encontraba, entre Utrera y El Coronil.
Tras la nueva cristianización de la zona, en su iglesia se veneraba a una talla de la Virgen de Consolación, que fue llevada antes de su definitivo despoblamiento a El Coronil, junto con otros bienes, entre ellos un cáliz que aún se conserva. Por todo ello, El Coronil puede considerarse heredero de Facialcázar y de la antigua Salpesa, donde Pimenio, el obispo de Asido, fundó una iglesia el año 680.